# To Atlanta
To Atlanta - singel Edyty Górniak wydany w 1996 roku. Utwór był oficjalną piosenką polskiej reprezentacji na XXVI Letnich Igrzyskach Olimpijskich w Atlancie. Ukazał się w formie singla promocyjnego. Nie został on jednak wydany na żadnym albumie artystki.

## Lista utworów
1. „To Atlanta” (3:41)
2. „To Atlanta” (wersja akustyczna) (3:49)
3. „To Atlanta” (wersja symfoniczna) (3:05)

## Twórcy
- muzyka: Rafał Paczkowski
- słowa: Jacek Cygan
- produkcja i aranżacja: Rafał Paczkowski
- gitary: Bogdan Wawrzynowicz
- gitara 12-strunowa: Jacek Królik
- instrumenty klawiszowe: Rafał Paczkowski
- perkusja, instrumenty perkusyjne: Wojciech Kowalewski
- orkiestra smyczkowa pod dyrekcją: Krzesimira Dębskiego
- koncertmistrz: Marek Wroński
- instrumentacja orkiestry: Krzesimir Dębski
- zespół wokalny Magdy Steczkowskiej